# Bedotia madagascariensis
Bedotia madagascariensis је зракоперка из реда Atheriniformes и фамилије Bedotiidae.

## Угроженост
Ова врста је на нижем степену опасности од изумирања, и сматра се скоро угроженим таксоном.

## Распрострањење
Ареал врсте је ограничен на једну државу. 
Мадагаскар је једино познато природно станиште врсте.

## Станиште
Станишта врсте су језера и речни екосистеми. 
Врста Bedotia madagascariensis је присутна на подручју острва Мадагаскар.